# Senobasis apicalis
Senobasis apicalis är en tvåvingeart som först beskrevs av Ignaz Rudolph Schiner 1867.  Senobasis apicalis ingår i släktet Senobasis och familjen rovflugor. Inga underarter finns listade i Catalogue of Life.